# Köhntop
Der Köhntop ist ein namentlich 36,45 km, hydrografisch aber 53,5 km langer Fluss in der Uckermark im nördlichen Brandenburg mit Oberlauf in Mecklenburg-Vorpommern. Bemerkenswert für die Lage im Norddeutschen Tiefland ist der Höhenunterschied von 102 m zwischen Quelle und Mündung. Nicht ungewöhnlich ist angesichts der zahlreichen durchflossenen Seen der mehrfache Namenswechsel im Verlauf.

## Verlauf

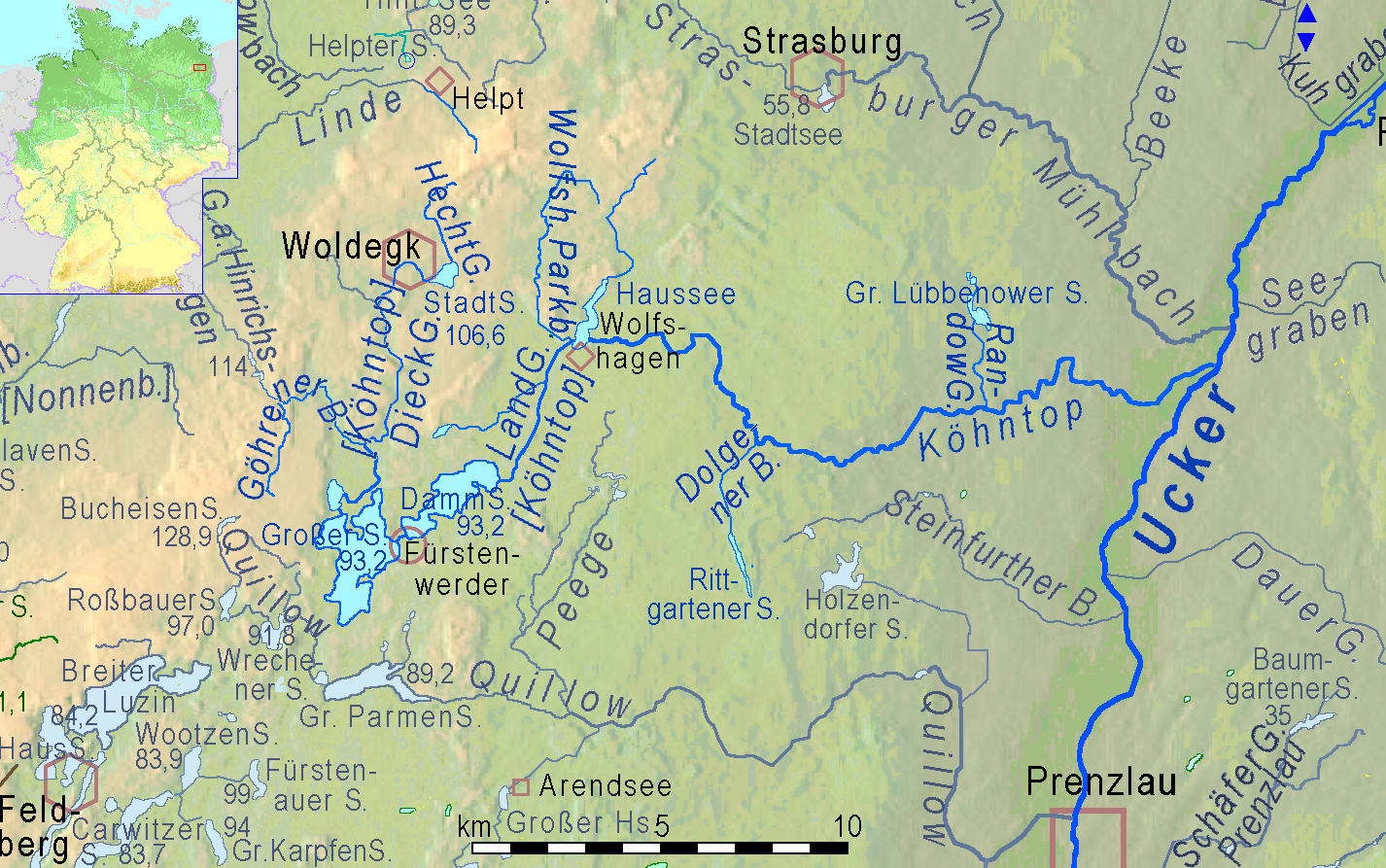
Köhntop mit Zuflüssen und benachbarten Gewässern

### Oberlauf
Der Oberlauf des Köhntop entspringt in der Woldegker Heide an der Südseite des Helpter Berges aus einem Quellteich, durchfließt den Woldegker Stadtsee (Einmündung 3,3 km, Ausfluss 4,2 km von der Quelle), erreicht nach weiteren 10 km den Kornowsee und von dessen Ausfluss in 140 m den Großen See bei Fürstenwerder. In Landkarten bislang üblicherweise namenlos, erreicht dieser Wasserlauf nach Auskunft des zuständigen Wasser- und Bodenverbandes Obere Havel-Tollense den Woldegker Stadtsee als Hechtgraben und fließt dann als Dieckgraben von diesem zum Kornowsee. Wo er am Nordrand der Woldegker Altstadt einst den Stadtgraben bildete, ist er heute verrohrt. Das Einzugsgebiet macht 80 % dessen des Großen Sees aus. Mehr als die Hälfte gehört allerdings zu dem 7,4 km langen Bach aus Göhren (GKZ: 96842), der den Dieckgraben erst 2,6 km vor der Mündung in den Kornowsee erreicht.

### Großer See bei Fürstenwerder
Der Oberlauf entwässert 80 % des Einzugsgebietes des Großen Sees bei Fürstenwerder. Dessen Wasserspiegel liegt nach dem Kenntnisstand der Brandenburgischen Umweltbehörde über dem umgebenden Grundwasserspiegel, so dass er keine unterirdischen Zuflüsse haben kann. Aufgrund des eher trockenen Klimas ist bei den Seen der Region die Verdunstung der Wasserfläche im zeitlichen Mittel größer als die auf ihr eingehende Niederschlagsmenge. Daher ist der Abfluss aus dem Großen See, also am namentlichen Beginn des Köhntop, nicht wesentlich größer als der Zufluss aus dem Dieckgraben.  

### Mittel- und Unterlauf
Nördlich der ummauerten Fürstenwerder Altstadt kreuzt der Köhntop die kaum 300 m breite Landbrücke zum Dammsee. Die anschließenden 4,7 km Flussweg nordostwärts zum Wolfshagener Haussee werden üblicherweise Landgraben genannt. Kurz vor dem Haussee mündet von links der zweite bedeutende Zufluss, der gut 7,7 km lange Wolfshagener Parkbach (GKZ: 96844). Nach Verlassen des Haussees schlängelt sich der Fluss überwiegend ostwärts. Hinter dem Weiler Karlstein ist sein Tal etwa 20 m tief eingeschnitten und als Naturschutzgebiet Köhntoptal ausgewiesen. Unterhalb dieses Tals wird der Köhntop auch Schiefe Möhne genannt. Nach wenigen Kilometern wird die in einem kleinen Urstromtal fließende Ucker erreicht. Die Mündung liegt beim Bahnhof Nechlin (Uckerland) auf 13,0 m ü. NHN und 1,2 m flussaufwärts derjenigen des Strasburger Mühlbachs.